# Американска литература
Американската литература обхваща всички книги и текстове създадени от преселниците на Северно-Американския континент през периода от създаването на САЩ.
По време на ранната си история, Америка е серия от британски колонии на източното крайбрежие на днешен САЩ. Това е и причината литературната и традиция да е свързана с широката традиция на английската литература. Въпреки това, уникални американски характеристики и метод на писане я разграничават от английската литературна традиция. Новите британски колонии са център на американската литература. Революционният период съдържа политически творби на Самюел Адамс, Бенджамин Франклин, Томас Пейн. В следвоенния период, с Декларацията за независимостта, Томас Джеферсън се затвърждава като ключов американски писател. Първите американски романи започват да се публикуват през късния 18-и и ранният 19 век. С Британско-американската война и нарастващото желание да се произвежда уникално американска литература и култура, множество от ключови нови литературни фигури се появяват, може би най-известните, от които Уошингтън Ървинг и Едгар Алън По. През 1836 г., Ралф Уолдо Емерсън (1803 – 1882) започва движение познато с името Трансцендентализъм. Хенри Дейвид Торо (1817 – 1862) пише Уолдън, която книга призовава за съпротива срещу организираното общество. Политическият конфликт заобикалящ аболиционизма вдъхновява творбите на Уилям Лойд Гарисън и Хариет Бичър Стоу в нейната световноизвестна книга Чичо Томовата колиба. Тези усилия се подкрепят от продължаване на робската повествователна автобиография. Най-известен пример от този период е Разказ за живота на Фредерик Дъглас, един американски роб, написана от Фредерик Дъглас.
Натаниел Хоторн (1804 – 1864) е известен с творбата си „Алената буква“, роман за прелюбодеяние. Хоторн повлиява на Херман Мелвил (1819 – 1891), който е известен с книгите си Моби Дик и Тайпи. Едни от най-известните американски поети през 19 век са Уолт Уитман (1819 – 1892) и Емили Дикинсън (1830 – 1886). Американската поезия достига кулминацията си през ранния 20 век с писатели като Уолъс Стивънс, Томас Стърнз Елиът, Робърт Фрост, Езра Паунд и Е. Е. Къмингс.

## Ранна американска литература
Следвоенната белетристика, с представители Александър Хамилтън, Джеймс Медисън и Джон Джей е фокусирана върху организацията на правителството и ценностите на републиканската партия. Томас Джеферсън, третият президент на САЩ, основен автор на „Декларацията на независимостта“, се счита за един от първите талантливи писатели на Америка. Новата американска литература все още няма свой облик и в стила и формите се чувства европейското влияние. За първа американска книга най-често се смята The Power of Sympathy на Уилям Хил Браун, издадена през 1789 година. Други известни имена от този период са Патрик Хенри, Джеймс Отис и Фишър Еймс.

## Изграждането на американски стил
След 1812 година плеяда автори дават нов облик на американската литература. Сред тях са Джеймс Фенимор Купър, Уошингтън Ървинг и Едгар Алан По.
През 1937, Натаниел Хоторн пише своите разкази и по-късно шедьовъра „Алената буква“.

## Реализмът
Марк Твен с „Живот на Мисисипи“ и „Приключенията на Хъкълбери Фин“ променя начина, по който американците пишат на родния си език. Неговите герои говорят на местни диалекти, използват нови думи и религиозни акценти. Франсис Скот Фицджералд с „Великият Гетсби“ увековечава мечтите, бунтарския и независим дух на 20-те години на 20 век. Ърнест Хемингуей, Уилям Фокнър и Джон Стайнбек стават носители на Нобеловата награда по литература.

## Епохата след Втората световна война
Имената, които се открояват в този период са Джеръм Дейвид Селинджър със „Спасителят в ръжта“, Кърт Вонегът с „Кланица-5“, Труман Капоти с „Хладнокръвно“.